# Madahalli, Mysore
Madahalli là một làng thuộc tehsil Mysore, huyện Mysore, bang Karnataka, Ấn Độ.